# أنجيلا سينجر
أنجيلا سينجر (بالإنجليزية: Angela Singer)‏ هي نحّاتة نيوزيلندية، ولدت في 1966.